# Без грудей немає раю
Без грудей немає раю (ісп. Sin tetas no hay paraíso) — колумбійський телесеріал у жанрі драми та створений компанією Caracol Televisión. В головних ролях — Марія Аделаїда Пуерта, Патрісія Ерколе, Сандра Бельтран, Ніколас Рінкон, Андрес Торо.
Перша серія вийшла в ефір 16 серпня 2006 року.
Серіал має 1 сезон. Завершився 23-м епізодом, який вийшов у ефір 13 жовтня 2006 року.
Режисер серіалу — Луїс Альберто Рестрепо.
Сценарист серіалу — Густаво Болівар.

## Сюжет
Жінка вирішує стати повією за «передоплатою», щоб зібрати необхідні гроші на операцію зі збільшення грудей і таким чином змінити свій бідний спосіб життя, своє сьогодення та своє майбутнє.

## Сезони
| Сезон | Епізоди | Епізоди | Оригінальний показ | Оригінальний показ | Оригінальний показ |
| Сезон | Епізоди | Епізоди | Перший показ       | Останній показ     | Мережа             |
| ----- | ------- | ------- | ------------------ | ------------------ | ------------------ |
| 1     | 23      | 23      | 16 серпня 2006     | 13 жовтня 2006     | Caracol Televisión |

## Актори та ролі
| Актор                      | Роль                         |
| -------------------------- | ---------------------------- |
| Марія Аделаїда Пуерта      | Каталіна Сантана             |
| Патрісія Ерколе            | Хільда Сантана «Доня Хільда» |
| Сандра Бельтран            | Єсіка Франко «Діабла»        |
| Ніколас Рінкон             | Альбейро Манріке             |
| Андрес Торо                | Байрон Сантана               |
| Марлон Морено              | Ауреліо Харамільо «Ель Тіті» |
| Дженні Осоріо              | Хімена                       |
| Мерилін Патіно             | Паола                        |
| Андреа Лопес               | Сандра Барріо                |
| Маргарита Роза Аріас       | Ванесса                      |
| Фабіо Рестрепо             | Марсіаль Баррера             |
| Ернесто Бенджумеа          | Октавіо Рангель              |
| Крістобаль Еррасуріс       | Кардона                      |
| Хуан Пабло Франко          | Маурісіо Контенто            |
| Рамсес Рамос               | Пеламбре                     |
| Карола Санчес              | Даніела Мехія                |
| Лусес Веласкес             | Марго                        |
| Маурісіо Мехія             | професор Маріно              |
| Хуан Карлос Перес Альманса | Макінон                      |
| Саїн Кастро                | доктор Моліна                |
| Карлос Мануель Везга       | Каррільо                     |

## Нагороди та номінації
| Рік  | Нагорода                      | Категорія                      | Номінант                          | Результат |
| ---- | ----------------------------- | ------------------------------ | --------------------------------- | --------- |
| 2007 | Premios India Catalina        | Теленовела року                | Без грудей немає раю              | Перемога  |
| 2007 | Premios India Catalina        | Найкраща акторка другого плану | Сандра Бельтран                   | Номінація |
| 2007 | Premios India Catalina        | Найкращий актор другого плану  | Андрес Торо                       | Перемога  |
| 2007 | Premios India Catalina        | Відкриття року                 | Марія Аделаїда Пуерта             | Перемога  |
| 2007 | Premios India Catalina        | Режисер                        | Луїс Альберто Рестрепо            | Перемога  |
| 2007 | Premios India Catalina        | Сценарист                      | Густаво Болівар                   | Перемога  |
| 2007 | Premios India Catalina        | Музична тема                   | «El agujero», Хосе Рікардо Торрес | Перемога  |
| 2007 | Premios TVyNovelas (Colombia) | Теленовела року                | Без грудей немає раю              | Перемога  |
| 2007 | Premios TVyNovelas (Colombia) | Головна героїня                | Марія Аделаїда Пуерта             | Номінація |
| 2007 | Premios TVyNovelas (Colombia) | Злодійка                       | Сандра Бельтран                   | Номінація |
| 2007 | Premios TVyNovelas (Colombia) | Найкращий актор другого плану  | Марлон Морено                     | Номінація |
| 2007 | Premios TVyNovelas (Colombia) | Відкриття року                 | Андрес Торо                       | Номінація |
| 2007 | Premios TVyNovelas (Colombia) | Сценарист                      | Густаво Болівар                   | Номінація |
| 2007 | Premios TVyNovelas (Colombia) | Режисер                        | Луїс Альберто Рестрепо            | Номінація |
| 2007 | Premios TVyNovelas (Colombia) | Музична тема                   | «El agujero», Хосе Рікардо Торрес | Перемога  |

## Інші версії
Колумбія,  Мексика,  США —  Без грудей немає раю (серіал, 2008) (ісп. Sin senos no hay paraíso), 2008 — теленовела спільного виробництва. В головних ролях — Кармен Вільялобос, Катрін Сіачоке, Марія Фернанда Єпес, Фабіан Ріос.
 Іспанія —  Без грудей немає раю (серіал, 2008, Іспанія) (ісп. Sin tetas no hay paraíso), 2008 — іспанська теленовела. В головних ролях — Амайя Саламанка, Марія Кастро, Мігель Анхель Сільвестре.
 Колумбія — Без грудей немає раю (фільм) (ісп. Sin tetas no hay paraíso), 2010 — колумбійський фільм. В головних ролях — Ізабел Крістіна Кадавід, Лінда Люсія Кальєхас, Хуан Себастьян Калеро.
 Колумбія,  США — Без грудей є рай (ісп. Sin senos sí hay paraíso), 2016 —  теленовела спільного виробництва. В головних ролях — Катрін Сіачоке, Фабіан Ріос, Кароліна Гайтан, Хуан Пабло Уррего, Йоганна Фадул, Махіда Ісса.
 США —   Кінець раю (ісп. El final del paraíso), 2019 — американська теленовела. В головних ролях — Кармен Вільялобос, Катрін Сіачоке, Фабіан Ріос, Кімберлі Реєс, Грегоріо Пернія, 